# Liste der denkmalgeschützten Objekte in Horná Súča
Die Liste der denkmalgeschützten Objekte in Horná Súča enthält die sechs nach slowakischen Denkmalschutzvorschriften geschützten Objekte in der Gemeinde Horná Súča im Okres Trenčín.

## Denkmäler
| Foto |                 | Denkmal / č. ÚZPF                                              | Standort / Konskr. Nr.              | Offizielle Beschreibung                  | Beschreibung                                      | Metadaten                                                                   |
| ---- | --------------- | -------------------------------------------------------------- | ----------------------------------- | ---------------------------------------- | ------------------------------------------------- | --------------------------------------------------------------------------- |
| BW   | Datei hochladen | Sockel mit Relief(sk) ObjektID: 309-1224/1                     | Standort KG: Horná Súča Konskr.Nr.: | Panna Mária Sedembolestná                | Maria der sieben Schmerzen                        | č. NKP: 309-1224/1 Stand des NKP: 2012-02-28 Name: PODSTAVEC S RELIÉFOM     |
| BW   | Datei hochladen | Kreuz mit Korpus(sk) ObjektID: 309-1224/2                      | Standort KG: Horná Súča Konskr.Nr.: | Ukrižovaný Kristus;socha Krista na kríži | der Gekreuzigte                                   | č. NKP: 309-1224/2 Stand des NKP: 2012-02-28 Name: KRÍŽ S KORPUSOM          |
|      | Datei hochladen | Gebäude in regionaltypischem Baustil(sk) ObjektID: 309-1222/0  | 213 KG: Horná Súča Konskr.Nr.: 213  | tehla nepálená                           | aus gebrannten Ziegeln                            | č. NKP: 309-1222/0 Stand des NKP: 2012-02-28 Name: DOM ĽUDOVÝ               |
|      | Datei hochladen | Gebäude in regionaltypischem Baustil(sk) ObjektID: 309-1223/0  | 216 KG: Horná Súča Konskr.Nr.: 216  | tehla nepálená                           | aus gebrannten Ziegeln                            | č. NKP: 309-1223/0 Stand des NKP: 2012-02-28 Name: DOM ĽUDOVÝ               |
|      | Datei hochladen | Gebäude in regionaltypischem Baustil(sk) ObjektID: 309-10672/1 | 632 KG: Horná Súča Konskr.Nr.: 632  | tehla nepálená;dom s komorou a maštaľou  | aus gebrannten Ziegeln, Haus mit Kammer und Stall | č. NKP: 309-10672/1 Stand des NKP: 2012-02-28 Name: DOM ĽUDOVÝ S HOSP.ČASŤ. |
|      | Datei hochladen | Scheune(sk) ObjektID: 309-10672/2                              | 632 KG: Horná Súča Konskr.Nr.: 632  | zrubová                                  | rustikal                                          | č. NKP: 309-10672/2 Stand des NKP: 2012-02-28 Name: STODOLA                 |

## Legende
Die Tabelle enthält im Einzelnen folgende Informationen:
| Foto:                    | Fotografie des Denkmals. |
| Denkmal / č. ÚZPF:       | Die Übersetzung der Bezeichnung des Denkmals, wie sie vom Slowakischen Denkmalamt (Pamiatkový úrad Slovenskej republiky) verwendet wird. Die Originalbezeichnung ist unter dem Fragezeichen angegeben. Fehlt die Übersetzung, so wird die Originalbezeichnung direkt angezeigt. Weiters ist die Objekt-Identifikationsnummer (Objekt ID) angeführt. Sie ist die offizielle, in der Slowakei eindeutige Nummer č. ÚZPF inklusive der zugehörigen Zählnummer, wie sie in den Daten des Denkmalamtes angegeben wird. Da diese nur innerhalb eines Landkreises gezählt wird, ist dessen Nummer der Denkmalnummer vorangestellt. |
| Standort:                | Wenn in der Liste vorhanden, ist die Adresse angegeben. In Klammern kann sich noch eine zusätzliche Adresse befinden, wenn es beispielsweise ein Eckhaus ist. Bei freistehenden Objekten ohne Adresse (zum Beispiel bei Bildstöcken) ist eine Adresse angegeben, die in der Nähe des Objekts liegt. Durch Aufruf des Links Standort wird die Lage des Denkmals in verschiedenen Kartenprojekten angezeigt. Darunter sind die Katastralgemeinde (KG) und, wenn vorhanden, die Konskriptionsnummer (Konskr. Nr.) angegeben.                                                                                                   |
| Offizielle Beschreibung: | Es ist die Kurzbeschreibung auf Slowakisch, wie sie in den offiziellen Listen angegeben ist, eingetragen. |
| Beschreibung:            | Kurze Angaben zum Denkmal auf Deutsch. |
| Metadaten:               | Zusätzlich werden, wenn in den persönlichen Einstellungen das Helferlein Dauerhaftes Einblenden von Metadaten aktiviert ist, ebensolche angezeigt. |

- Karte mit allen Koordinaten:
- OSM |
- WikiMap